# Puchar Litwy w piłce siatkowej mężczyzn (2025)
Puchar LTF mężczyzn 2025 (lit. LTF vyrų taurė 2025) lub Wielki Puchar LTF mężczyzn 2025 (lit. LTF vyrų Didžioji taurė 2025) – 64. edycja rozgrywek o siatkarski Puchar Litwy zorganizowana przez Kowieńską Amatorską Ligę Piłki Siatkowej (lit. Kauno tinklinio mėgėjų lyga, KTML) we współpracy z Litewskim Związkiem Piłki Siatkowej (lit. Lietuvos tinklinio federacija, LTF). Rozpoczęła się 11 stycznia.
W rozgrywkach uczestniczyło 7 drużyn. Turniej składał się z ćwierćfinałów oraz turnieju finałowego, w ramach którego rozegrane zostały półfinały, mecz o 3. miejsce i finał.
Turniej finałowy odbył się w dniach 25-26 stycznia w dużej hali Wileńskiej Miejskiej Szkoły Sportowej „Sostinės tauro” (lit. Vilniaus miesto sporto mokykla „Sostinės tauras“). Po raz szósty Puchar LTF zdobył zespół Elga Grafaitė S-Sportas, który w finale pokonał drużynę Alytaus Ultra. Trzecie miejsce zajął Amber Volley. Za najlepszego zawodnika turnieju finałowego uznano Erikasa Makarasa.
Turniej o Puchar LTF poświęcony był pamięci siatkarza Vasilijusa Matuševasa – mistrza olimpijskiego z 1968 roku.

## System rozgrywek
Puchar Litwy 2025 składał się z ćwierćfinałów oraz turnieju finałowego, w ramach którego odbyły się półfinały, mecz o 3. miejsce i finał.
Przed początkiem rozgrywek, 20 grudnia 2024 roku, przeprowadzono losowanie, które wyłoniło ćwierćfinałowe pary oraz drabinkę na dalszą część turnieju.
W ćwierćfinałach drużyny w ramach pary rozegrały dwumecz. O tym, kto był gospodarzem pierwszego meczu, zdecydowało losowanie. Jeżeli oba zespoły wygrały po jednym meczu, o awansie rozstrzygał tzw. złoty set grany do 15 punktów z dwoma punktami przewagi.

## Drużyny uczestniczące
W Pucharze LTF 2025 wzięło udział siedem drużyn: sześć grających w mistrzostwach Litwy oraz jedna uczestnicząca w narodowej studenckiej lidze siatkówki (Nacionalinė studentų tinklinio lyga, NSTL).
| Mistrzostwa Litwy (6 drużyn)     | Mistrzostwa Litwy (6 drużyn) |
| -------------------------------- | ---------------------------- |
| Alytaus Ultra                    | 2. miejsce                   |
| Amber Volley (Gorżdy)            | 3. miejsce                   |
| Elga Grafaitė S-Sportas (Szawle) | 1. miejsce                   |
| Sūduva (Mariampol)               | 4. miejsce                   |
| Vilniaus universitetas           | ćwierćfinał                  |
| Vilnius Tech                     | ćwierćfinał                  |

| NSTL (1 drużyna)        | NSTL (1 drużyna) |
| ----------------------- | ---------------- |
| Klaipėdos universitetas | ćwierćfinał      |

## Drabinka
|  |                         |                         |               |               |              |   |   |                         |                         |           |                   |                   |                   |       |       |
|  | Ćwierćfinały            | Ćwierćfinały            | Ćwierćfinały  | Ćwierćfinały  | Ćwierćfinały |   |   | Półfinały               | Półfinały               | Półfinały |                   |                   | Finał             | Finał | Finał |
|  | Ćwierćfinały            | Ćwierćfinały            | Ćwierćfinały  | Ćwierćfinały  | Ćwierćfinały |   |   | Półfinały               | Półfinały               | Półfinały |                   |                   | Finał             | Finał | Finał |
|  |                         |                         |               |               |              |   |   |                         |                         |           |                   |                   |                   |       |       |
|  |                         |                         |               |               |              |   |   |                         |                         |           |                   |                   |                   |       |       |
|  |                         |                         |               |               |              |   |   |                         |                         |           |                   |                   |                   |       |       |
|  |                         |                         |               |               |              |   |   |                         |                         |           |                   |                   |                   |       |       |
|  |                         |                         |               |               |              |   |   |                         |                         |           |                   |                   |                   |       |       |
|  | Elga Grafaitė S-Sportas | Elga Grafaitė S-Sportas | 3             |               |              |   |   |                         |                         |           |                   |                   |                   |       |       |
|  | Elga Grafaitė S-Sportas | Elga Grafaitė S-Sportas | 3             |               |              |   |   |                         |                         |           |                   |                   |                   |       |       |
|  |                         |                         | Sūduva        | Sūduva        | 1            |   |   |                         |                         |           |                   |                   |                   |       |       |
|  | Vilnius Tech            | Vilnius Tech            | Sūduva        | Sūduva        | 1            | 2 | 0 | [0]                     |                         |           |                   |                   |                   |       |       |
|  | Vilnius Tech            | Vilnius Tech            |               |               |              |   |   | [0]                     |                         |           |                   |                   |                   |       |       |
|  | Sūduva                  | Sūduva                  | 3             | 3             | [2]          |   |   |                         |                         |           |                   |                   |                   |       |       |
|  | Sūduva                  | Sūduva                  | 3             | 3             | [2]          |   |   | Elga Grafaitė S-Sportas | Elga Grafaitė S-Sportas | 3         |                   |                   |                   |       |       |
|  |                         |                         |               |               |              |   |   |                         |                         |           |                   |                   |                   |       |       |
|  |                         |                         | Alytaus Ultra | Alytaus Ultra | 0            |   |   |                         |                         |           |                   |                   |                   |       |       |
|  | Amber Volley            | Amber Volley            | Alytaus Ultra | Alytaus Ultra | 0            | 3 | 3 | [2]                     |                         |           |                   |                   |                   |       |       |
|  | Amber Volley            | Amber Volley            |               |               |              |   |   | [2]                     |                         |           |                   |                   |                   |       |       |
|  | Vilniaus universitetas  | Vilniaus universitetas  | 2             | 0             | [0]          |   |   |                         |                         |           |                   |                   |                   |       |       |
|  | Vilniaus universitetas  | Vilniaus universitetas  | 2             | 0             | [0]          |   |   | Amber Volley            | Amber Volley            | 2         | Mecz o 3. miejsce | Mecz o 3. miejsce | Mecz o 3. miejsce |       |       |
|  |                         |                         |               |               |              |   |   | Amber Volley            | Amber Volley            | 2         | Mecz o 3. miejsce | Mecz o 3. miejsce | Mecz o 3. miejsce |       |       |
|  |                         |                         | Alytaus Ultra | Alytaus Ultra | 3            |   |   |                         |                         |           |                   |                   |                   |       |       |
|  | Klaipėdos universitetas | Klaipėdos universitetas | Alytaus Ultra | Alytaus Ultra | 3            | 1 | 0 | [0]                     |                         |           |                   |                   |                   |       |       |
|  | Klaipėdos universitetas | Klaipėdos universitetas |               |               |              |   |   | [0]                     | Sūduva                  | Sūduva    | 2                 |                   |                   |       |       |
|  | Alytaus Ultra           | Alytaus Ultra           | 3             | 3             | [2]          |   |   |                         | Sūduva                  | Sūduva    | 2                 |                   |                   |       |       |
|  | Alytaus Ultra           | Alytaus Ultra           | 3             | 3             | [2]          |   |   | Amber Volley            | Amber Volley            | 3         |                   |                   |                   |       |       |
|  |                         |                         |               |               |              |   |   | Amber Volley            | Amber Volley            | 3         |                   |                   |                   |       |       |

Uwaga: W nawiasach kwadratowych podana jest liczba wygranych meczów w dwumeczu.
Źródło: 

## Rozgrywki
Godziny według czasu lokalnego (UTC+2).

### Ćwierćfinały
| 11 stycznia 2025 18:00 Źródło: | Vilnius Tech | 2:3 (25:22, 25:20, 12:25, 24:26, 9:15) | Sūduva | Vilnius Tech – Sporto ir meno centras, Wilno Widzów: 66 Sędzia: Sergej Rodin i Nikolajus Starovaitovas |

| 18 stycznia 2025 12:00 Źródło: | Sūduva | 3:0 (25:15, 25:10, 25:15) | Vilnius Tech | Marijampolės sporto centro sporto salė, Mariampol Widzów: 48 Sędzia: Audrius Gargasas i Vitalijus Gubanovas |

| Wynik dwumeczu | Sūduva | 2:0 | Vilnius Tech |  |

| 11 stycznia 2025 18:00 Źródło: | Amber Volley | 3:2 (25:21, 23:25, 25:15, 14:25, 15:10) | Vilniaus universitetas | Policijos sporto salė, Gorżdy Widzów: 85 Sędzia: Audrius Gargasas i Vusal Guseinov |

| 18 stycznia 2025 14:00 Źródło: | Vilniaus universitetas | 0:3 (19:25, 15:25, 21:25) | Amber Volley | VU Sveikatos ir sporto centras, Wilno Widzów: 35 Sędzia: Nikolajus Starovaitovas i Nikolajus Kulešovas |

| Wynik dwumeczu | Vilniaus universitetas | 0:2 | Amber Volley |  |

| 11 stycznia 2025 18:00 Źródło: | Klaipėdos universitetas | 1:3 (23:25, 12:25, 25:23, 18:25) | Alytaus Ultra | KU SHMF sporto salė, Kłajpeda Sędzia: Vitalijus Gubanovas i Gintaras Vitkus |

| 18 stycznia 2025 14:00 Źródło: | Alytaus Ultra | 3:0 (25:22, 25:18, 25:14) | Klaipėdos universitetas | Alytaus tinklinio centras, Olita Widzów: 143 Sędzia: Gustas Pultarackas i Artūras Sidaras |

| Wynik dwumeczu | Alytaus Ultra | 2:0 | Klaipėdos universitetas |  |

### Turniej finałowy

#### Półfinały
| 25 stycznia 2025 16:30 Źródło: | Elga Grafaitė S-Sportas | 3:1 (25:22, 12:25, 25:22, 25:17) | Sūduva | VMSM „Sostinės tauro” Sędzia: Audrius Gargasas i Nikolajus Starovaitovas |

| 25 stycznia 2025 19:00 Źródło: | Amber Volley | 2:3 (25:22, 17:25, 21:25, 25:19, 14:16) | Alytaus Ultra | VMSM „Sostinės tauro” Sędzia: Sergej Rodin i Audrius Gargasas |

#### Mecz o 3. miejsce
| 26 stycznia 2025 16:00 Źródło: | Sūduva | 2:3 (25:21, 19:25, 25:18, 22:25, 12:15) | Amber Volley | VMSM „Sostinės tauro” Sędzia: Nikolajus Starovaitovas i Audrius Gargasas |

#### Finał
| 26 stycznia 2025 18:30 Źródło: | Elga Grafaitė S-Sportas | 3:0 (25:15, 26:24, 25:15) | Alytaus Ultra | VMSM „Sostinės tauro” Sędzia: Audrius Gargasas i Sergej Rodin |

## Drużyna marzeń
| Pozycja                | Zawodnik              | Klub                    |
| ---------------------- | --------------------- | ----------------------- |
| Najlepszy rozgrywający | Dmytro Szłomin        | Elga Grafaitė S-Sportas |
| Najlepszy atakujący    | Nedas Danulevičius    | Alytaus Ultra           |
| Najlepsi przyjmujący   | Artūras Vincėlovičius | Elga Grafaitė S-Sportas |
| Najlepsi przyjmujący   | Audrius Kasparavičius | Alytaus Ultra           |
| Najlepsi środkowi      | Tomas Rogal           | Elga Grafaitė S-Sportas |
| Najlepsi środkowi      | Edvinas Žaltauskas    | Amber Volley            |
| Najlepszy libero       | Artūras Sitnikas      | Elga Grafaitė S-Sportas |
| Źródło:                |                       |                         |